# Mesarmadillo flavescens
Mesarmadillo flavescens là một loài chân đều trong họ Eubelidae. Loài này được Richardson miêu tả khoa học năm 1909.